# The Meddlin' Stranger
Pour plus de détails, voir Fiche technique et Distribution.
The Meddlin' Stranger est un film américain réalisé par Richard Thorpe, sorti en 1927.

## Synopsis
Wally Fraser arrive à Juniper City dans le but de venger la mort de son père, dont le responsable serait Dawson, le banquier local. Il va aider le rancher Crawford, gagner le cœur de sa fille, et ^sera finalement vengé quand Dawson sera tué par un de ses hommes.

## Fiche technique
- Titre original : The Meddlin' Stranger
- Réalisation : Richard Thorpe
- Scénario : Christopher Booth
- Photographie : Ray Ries
- Société de production : Action Pictures
- Société de distribution : Pathé Exchange
- Pays de production :  États-Unis
- Langue originale : anglais
- Format : noir et blanc — 35 mm — 1,37:1 — Film muet
- Genre : Western
- Durée : 5 bobines - 1 394 m
- Date de sortie :
  - États-Unis : 12 juin 1927

## Distribution
- Wally Wales : Wally Fraser
- Nola Luxford : Mildred Crawford
- Charles K. French : Crawford, le père de Mildred
- Mabel Van Buren : Mme Crawford
- James A. Marcus : "Big Bill" Dawson
- Boris Karloff : Al Meggs